# Mechanic Falls (Maine, város)
Mechanic Falls város az Amerikai Egyesült Államok Maine államában, Androscoggin megyében. Lakosainak száma 3107 fő (2020. április 1.).

## Népesség
A település népességének változása:

| 2010 | 3 031 |
| 2020 | 3 107 |